# Christina Gamstorp
Maya Christina Gamstorp, född 25 februari 1965, är en svensk ekonom och museiperson.

## Biografi
Christina Gamstorp utbildade sig i internationell ekonomi på Uppsala universitet 1985–1989 med magisterexamen 1989.
Hon arbetade 1996–1999 på Världsbanken i Washington D.C. i USA, Sida i Stockholm och Nairobi 2001–2003 och därefter som projektledare på Forum för levande historia i Stockholm 2003–2015. 1993 grundade hon tillsammans med Dan Grander, Stockholms Judiska Filmfestival som de drev tillsammans fram till 2014. Hon tillträdde i juni 2015 som chef för Judiska museet i Stockholm.